# Refused Are Fucking Dead
Refused Are Fucking Dead è un documentario del 2006 diretto da Kristofer Steen, chitarrista del gruppo hardcore punk svedese Refused di cui la pellicola narra gli ultimi anni di attività. 
Include performance dal vivo di Spectre, Life Support Addiction, Circlepit, New Noise e Rather Be Dead.
Il DVD include inoltre due videoclip, Rather Be Dead e New Noise, oltre a video dal vivo di tutte le tracce di The Shape of Punk to Come, eccettuato The Apollo Programme Was a Hoax come contenuti extra.
Il film condivide il nome con una delle tracce dello stesso album, ed è un riferimento alla canzone Born Against Are Fucking Dead del gruppo New York hardcore Born Against.